# 다중체학
다중체학(multiomics, 다중오믹스, 멀티오믹스)은 다중오믹스 데이터를 분석하는 생정보학의 일종이고, 유전체학의 일종이기도 하다.

## 개요
게놈연구에서 1개만의 체(ome)이 아니라 두 개이상의 체정보를 이용하여, 세포, 개체, 집단을 연구하는 체학(omics)의 한 분야이다. 다중오믹스는 특히 바이오 마커 기술 개발에 중요하다. 다중오믹스를 이용하여, 기존의 전게놈연관분석(GWAS)을 하기 위해 수천 수만명이 필요한 샘플의 싸이즈를 더 줄이고도 유효한 바이오 마커를 찾을수도 있고, 전게놈연관분석에서는 규명하기 어려운 원인유전자 변이 같이, 원인 기작을 알 수 있는 것이 용이한 연구방법론이다. 이것은 체들의 기본 데이터 양이 커서, 일종의 깊이 있는 빅데이터 분석이 가능하기 때문이다. 

## 같이 보기
- 체학